# بلدة بلينفيلد (مقاطعة أيوسكو)
بلينفيلد، مقاطعة أيوسكو (بالإنجليزية: Plainfield Township, Iosco County, Michigan)‏ هي بلدة تقع في مقاطعة يوسكو (ميشيغان) بولاية ميشيغان في الولايات المتحدة. تبلغ مساحتها 278.7 (كم²)، وترتفع عن سطح البحر 259 م، بلغ عدد سكانها 4292 نسمة في عام 2000 حسب إحصاء مكتب تعداد الولايات المتحدة وتصل الكثافة السكانية فيها 16 نسمة/كم2.

## وصلات خارجية
- The US50 - Cities and Towns in Michigan State
- Michigan Cities and Towns, Facts, Map, Flag, Colleges, Government, and More